# Prix du Sénat du livre d'histoire
Le Prix du Sénat du livre d'histoire est un prix littéraire d'histoire décerné chaque année depuis 2003 par le Sénat français, en partenariat avec la revue L'Histoire, France Culture et la chaîne de télévision Public Sénat.
Le prix « rend hommage aux historiens, jeunes auteurs, chercheurs ou historiens confirmés et récompense des ouvrages dont la qualité du style, l'originalité du propos et la capacité de nourrir un civisme sont remarqués ».
Le Sénat, « en organisant ce prix et en décernant cette récompense, […] réaffirme l’utilité de la réflexion civique au service de l’ensemble de nos concitoyens ». Il souhaite récompenser un ouvrage dont la portée civique soit forte, ayant contribué de façon remarquable au progrès de la recherche historique et à sa diffusion, toutes périodes et tous pays confondus, et accessible à un public non spécialisé.[réf. nécessaire]

## Jury

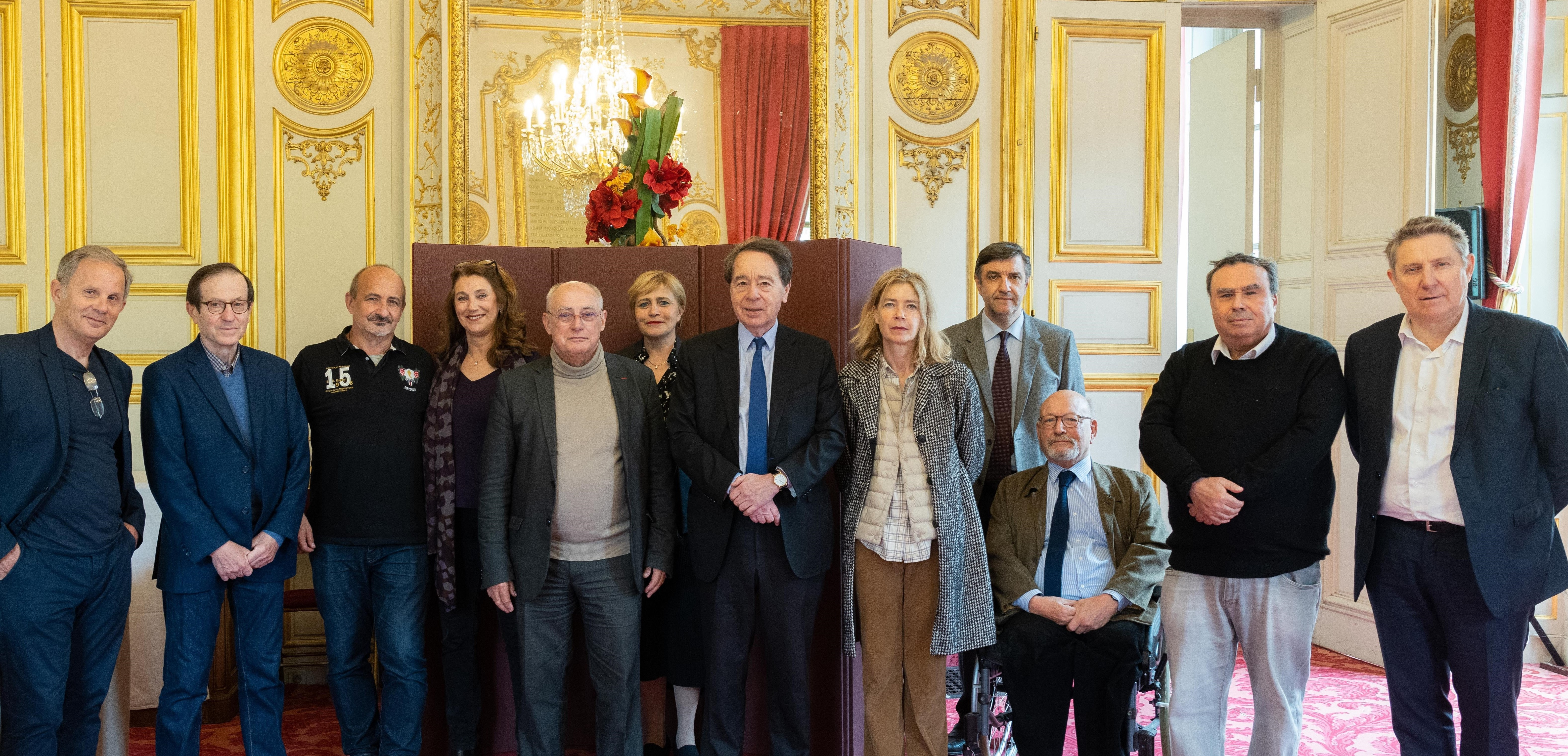
Membres du jury du Prix du Sénat du livre d'Histoire 2022.

Le jury se compose de quatorze membres dont dix historiens « spécialistes d'époques diverses » et « de différentes sensibilités ».
Jean-Noël Jeanneney succède à René Rémond en 2007 à la présidence du jury,.
En 2023, pour la 21e édition du Prix, le jury est composé de :
- Jean-Noël Jeanneney (président), professeur émérite des universités, ancien ministre ;
- Jean-Pierre Azéma, historien ;
- Philippe-Jean Catinchi, historien ;
- Jean Garrigues, historien ;
- Valérie Hannin, historienne, directrice de la rédaction du magazine L'Histoire ;
- Isabelle Heullant-Donat, historienne ;
- Emmanuelle Loyer, historienne ;
- Jean-Pierre Rioux, historien ;
- Albert Ripamonti, directeur des rédactions et de l’information de Public Sénat ;
- Maurice Sartre, historien ;
- Benjamin Stora, historien ;
- Laurent Theis, historien ;
- Jean-Marc Ticchi, représentant du Sénat[7] ;
- Sandrine Treiner, journaliste.

## Récipiendaires
Les récipiendaires ont été successivement :
- 2003 : François Azouvi, Descartes et la France, Fayard.
- 2004 : Colette Beaune, Jeanne d'Arc, Perrin[9].
- 2005 : Olivier Pétré-Grenouilleau, Les traites négrières : Essai d'histoire globale, Gallimard[10].
- 2006 : Mona Ozouf, Varennes : La mort de la royauté, 21 juin 1791, Gallimard[11].
- 2007 : Paul Veyne, Quand notre monde est devenu chrétien (312-394), Albin Michel.
- 2008 : Denis Lacorne, De la religion en Amérique : Essai d'histoire politique, Gallimard.
- 2009 : Grégoire Kauffmann, Édouard Drumont, Perrin.
- 2010 : Jean-Louis Crémieux-Brilhac, Georges Boris, trente ans d'influence, Gallimard.
- 2011 : Vincent Azoulay, Périclès : La démocratie athénienne à l'épreuve du grand homme, Armand Colin.
- 2012 : Ivan Jablonka, Histoire des grands-parents que je n'ai pas eus, Seuil.
- 2013 : Jean-Louis Brunaux, Alésia, Gallimard.
- 2014 : Paulin Ismard, L'Événement Socrate, Flammarion.
- 2015 : Michel Winock, François Mitterrand, Gallimard.
- 2016 : Jacques de Saint Victor, Blasphème. Brève histoire d'un crime imaginaire, Gallimard.
- 2017 : Pierre-François Souyri, Moderne sans être occidental : Aux origines du Japon d’aujourd’hui, Gallimard.
- 2018 : Jean-Baptiste Santamaria, Le secret du prince, Champ Vallon.
- 2019 : Anne Kerlan, Lin Zhao, « combattante de la liberté », Fayard.
- 2020 : Charlotte de Castelnau-L'Estoile, Páscoa et ses deux maris. Une esclave entre Angola, Brésil et Portugal au XVIIe siècle, PUF.
- 2021 : Arnaud-Dominique Houte, Propriété défendue, Gallimard.
- 2022 : Camille Lefebvre, Des pays au crépuscule. Le moment de l'occupation coloniale (Sahara-Sahel), Fayard.
- 2023 : Pierre-Yves Beaurepaire, Les Illuminati. De la société secrète aux théories du complot, Tallandier[12].